# Svjetsko prvenstvo u plivanju 1982.
Svjetsko prvenstvo u plivanju 1982. odražano je od 29. srpnja do 8. kolovoza 1982. godine u ekvadorskom gradu Guayaquilu kao jedan od sastavnih dijelova IV. svjetskog prvenstva u vodenim sportovima.

## Pojedinačna natjecanja

### Slobodni stil

#### 100 m slobodno
| Mjesto | Država                         | Plivač            | Vrijeme  |
| ------ | ------------------------------ | ----------------- | -------- |
| 1.     | Njemačka Demokratska Republika | Jörg Woithe       | 00:50,18 |
| 2.     | SAD                            | Ambrose Gaines    | 00:50,21 |
| 3.     | Švedska                        | Per Ola Johansson | 00:50,25 |

| Mjesto | Država                         | Plivačica            | Vrijeme (s) |
| ------ | ------------------------------ | -------------------- | ----------- |
| 1.     | Njemačka Demokratska Republika | Birgit Meineke       | 00:55,79    |
| 2.     | Nizozemska                     | Annemarie Verstappen | 00:55,87    |
| 3.     | SAD                            | Jill Sterkel         | 00:56,27    |

#### 200 m slobodno
| Mjesto | Država                         | Plivač         | Vrijeme (min) |
| ------ | ------------------------------ | -------------- | ------------- |
| 1.     | SR Njemačka                    | Michael Groß   | 01:49,84      |
| 2.     | SAD                            | Ambrose Gaines | 01:49,92      |
| 3.     | Njemačka Demokratska Republika | Jörg Woithe    | 01:50,71      |

| Mjesto | Država                         | Plivačica            | Vrijeme (min) |
| ------ | ------------------------------ | -------------------- | ------------- |
| 1.     | Nizozemska                     | Annemarie Verstappen | 01:59,53      |
| 2.     | Njemačka Demokratska Republika | Birgit Meineke       | 02:00,67      |
| 3.     | Nizozemska                     | Annelies Maas        | 02:00,84      |

#### 400 m slobodno
| Mjesto | Država                         | Plivač              | Vrijeme  |
| ------ | ------------------------------ | ------------------- | -------- |
| 1.     | SSSR                           | Vladimir Salnjikov  | 03:51,30 |
| 2.     | SSSR                           | Swijatoslaw Semenow | 03:51,43 |
| 3.     | Njemačka Demokratska Republika | Sven Lodziewski     | 03:51,84 |

| Mjesto | Država                         | Plivačica       | Vrijeme (min) |
| ------ | ------------------------------ | --------------- | ------------- |
| 1.     | Njemačka Demokratska Republika | Carmela Schmidt | 04:08,98      |
| 2.     | Njemačka Demokratska Republika | Petra Schneider | 04:10,08      |
| 3.     | SAD                            | Tiffany Cohen   | 04:11,85      |

#### 1500 m + 800 m slobodno
| Mjesto | Država      | Plivač              | Vrijeme (min) |
| ------ | ----------- | ------------------- | ------------- |
| 1.     | SSSR        | Vladimir Salnjikov  | 15:01,77      |
| 2.     | SSSR        | Swijatoslaw Semenow | 15:05,54      |
| 3.     | Jugoslavija | Darjan Petrić       | 15:10,20      |

| Mjesto | Država                         | Plivačica         | Vrijeme (min) |
| ------ | ------------------------------ | ----------------- | ------------- |
| 1.     | SAD                            | Kimberley Linehan | 08:27,48      |
| 2.     | Ujedinjeno Kraljevstvo         | Jackie Willmot    | 08:32,61      |
| 3.     | Njemačka Demokratska Republika | Carmela Schmidt   | 08:33,67      |

### Leđni stil

#### 100 m leđno
| Mjesto | Država                         | Plivač             | Vrijeme (s) |
| ------ | ------------------------------ | ------------------ | ----------- |
| 1.     | Njemačka Demokratska Republika | Dirk Richter       | 00:55,95    |
| 2.     | SAD                            | Rick Carey         | 00:56,04    |
| 3.     | SSSR                           | Wladimir Schemetow | 00:56,42    |

| Mjesto | Država                         | Plivačica    | Vrijeme (min) |
| ------ | ------------------------------ | ------------ | ------------- |
| 1.     | Njemačka Demokratska Republika | Kristin Otto | 01:01,30      |
| 2.     | Njemačka Demokratska Republika | Ina Kleber   | 01:02,47      |
| 3.     | SAD                            | Susan Walsh  | 01:02,86      |

#### 200 m leđno
| Mjesto | Država                         | Plivač          | Vrijeme (min) |
| ------ | ------------------------------ | --------------- | ------------- |
| 1.     | SAD                            | Rick Carey      | 02:00,82      |
| 2.     | Mađarska                       | Zoltán Wladár   | 02:01,31      |
| 3.     | Njemačka Demokratska Republika | Frank Baltrusch | 02:01,51      |

| Mjesto | Država                         | Plivačica      | Vrijeme (min) |
| ------ | ------------------------------ | -------------- | ------------- |
| 1.     | Njemačka Demokratska Republika | Cornelia Sirch | 02:09,91      |
| 2.     | Australija                     | Georgia Parkes | 02:14,98      |
| 3.     | Rumunjska                      | Carmen Bunaciu | 02:15,40      |

### Prsni stil

#### 100 m prsno
| Mjesto | Država  | Plivač            | Vrijeme (min) |
| ------ | ------- | ----------------- | ------------- |
| 1.     | Švedska | Stephen Lundquist | 01:02,75      |
| 2.     | Kanada  | Victor Davis      | 01:02,82      |
| 3.     | SAD     | John Moffett      | 01:03,13      |

| Mjesto | Država                         | Plivačica            | Vrijeme (min) |
| ------ | ------------------------------ | -------------------- | ------------- |
| 1.     | Njemačka Demokratska Republika | Ute Geweniger        | 01:09,14      |
| 2      | Kanada                         | Anne Ottenbrite      | 01:11,03      |
| 2      | SAD                            | Kimberley Rodenbaugh | 01:11,03      |

#### 200 m prsno
| Mjesto | Država | Plivač         | Vrijeme (min) |
| ------ | ------ | -------------- | ------------- |
| 1.     | Kanada | Victor Davis   | 02:14,77      |
| 2.     | SSSR   | Robertas Žulpa | 02:16,68      |
| 3.     | SAD    | John Moffett   | 02:18,54      |

| Mjesto | Država                         | Plivačica          | Vrijeme (min) |
| ------ | ------------------------------ | ------------------ | ------------- |
| 1.     | SSSR                           | Swetlana Warganowa | 02:28,82      |
| 2.     | Njemačka Demokratska Republika | Ute Geweniger      | 02:29,71      |
| 3.     | Kanada                         | Anne Ottenbrite    | 02:33,05      |

### Leptir stil

#### 100 m leptir
| Mjesto | Država                 | Plivač          | Vrijeme (s) |
| ------ | ---------------------- | --------------- | ----------- |
| 1.     | SAD                    | Matthew Gribble | 00:53,88    |
| 2.     | SR Njemačka            | Michael Groß    | 00:54,26    |
| 3.     | Ujedinjeno Kraljevstvo | Bengt Baron     | 00:54,47    |

| Mjesto | Država                         | Plivačica           | Vrijeme (s) |
| ------ | ------------------------------ | ------------------- | ----------- |
| 1.     | SAD                            | Mary T. Meagher     | 00:59,41    |
| 2.     | Njemačka Demokratska Republika | Ines Geißler        | 01:00,36    |
| 3.     | SAD                            | Melanie Buddenmayer | 01:00,40    |

#### 200 m leptir
| Mjesto | Država      | Plivač          | Vrijeme (min) |
| ------ | ----------- | --------------- | ------------- |
| 1.     | SR Njemačka | Michael Groß    | 01:58,85      |
| 2.     | SSSR        | Sergei Fesenko  | 01:59,91      |
| 3.     | SAD         | Craig Beardsley | 02:00,08      |

| Mjesto | Država                         | Plivačica       | Vrijeme (min) |
| ------ | ------------------------------ | --------------- | ------------- |
| 1.     | Njemačka Demokratska Republika | Ines Geißler    | 02:08,66      |
| 2.     | SAD                            | Mary T. Meagher | 02:09,76      |
| 3.     | Njemačka Demokratska Republika | Heike Dähne     | 02:10,29      |

### Mješovito

#### 200 m mješovito
| Mjesto | Država  | Plivač               | Vrijeme (min) |
| ------ | ------- | -------------------- | ------------- |
| 1.     | SSSR    | Alexander Sidorenko  | 02:03,30      |
| 2.     | SAD     | William Barrett      | 02:03,49      |
| 3.     | Italija | Giovanni Francheschi | 02:04,65      |

| Mjesto | Država                         | Plivačica       | Vrijeme (min) |
| ------ | ------------------------------ | --------------- | ------------- |
| 1.     | Njemačka Demokratska Republika | Petra Schneider | 02:11,79      |
| 2.     | Njemačka Demokratska Republika | Ute Geweniger   | 02:13,38      |
| 3.     | SAD                            | Tracy Caulkins  | 02:15,91      |

#### 400 m mješovito
| Mjesto | Država                         | Plivač           | Vrijeme (min) |
| ------ | ------------------------------ | ---------------- | ------------- |
| 1.     | Brazil                         | Ricardo Prado    | 04:19,78      |
| 2.     | Njemačka Demokratska Republika | Jens-Peter Bernd | 04:23,02      |
| 3.     | SSSR                           | Sergei Fesenko   | 04:23,29      |

| Mjesto | Država                         | Plivačica       | Vrijeme (min) |
| ------ | ------------------------------ | --------------- | ------------- |
| 1.     | Njemačka Demokratska Republika | Petra Schneider | 04:36,10      |
| 2.     | Njemačka Demokratska Republika | Kathleen Nord   | 04:43,51      |
| 3.     | SAD                            | Tracy Caulkins  | 04:44,64      |

## Štafetna natjecanja

### 4x100 m slobodno
| Mjesto | Država  | Plivači                                                                     | Vrijeme (min) |
| ------ | ------- | --------------------------------------------------------------------------- | ------------- |
| 1.     | SAD     | - Christopher Cavanaugh - Robin Leamy - David McCagg - Ambrose Gaines       | 03:19,26      |
| 2.     | SSSR    | - Sergei Krassiouk - Alexei Filinow - Sergei Smiriaguine - Alexis Markovski | 03:21,78      |
| 3.     | Švedska | - Per Ola Johansson - Bengt Baron - Pelle Holmertz - Pelle Wikström         | 03:22,15      |

| Mjesto | Država                         | Plivačice                                                                    | Vrijeme (min) |
| ------ | ------------------------------ | ---------------------------------------------------------------------------- | ------------- |
| 1.     | Njemačka Demokratska Republika | - Birgit Meineke - Suzanne Link - Kristin Otto - Karen Metschuk              | 03:43,97      |
| 2.     | SAD                            | - Susan Hebernigg - Kathleen Treible - Elisabeth Washut - Jill Sterkel       | 03:45,76      |
| 3.     | Nizozemska                     | - Annemarie Verstappen - Annelies Maas - Wilma van Velsen - Conny van Bentum | 03:45,96      |

### 4x200 m slobodno
| Mjesto | Država      | Plivači                                                                      | Vrijeme (min) |
| ------ | ----------- | ---------------------------------------------------------------------------- | ------------- |
| 1.     | SAD         | - Richard Saeger - Jeffrey Float - Kyle Miller - Ambrose Gaines              | 07:21,09      |
| 2.     | SSSR        | - Swijatoslaw Semenow - Juar Stukolkin - Vladimir Salnjikov - Alexei Filinow | 07:24,91      |
| 3.     | SR Njemačka | - Andreas Schmidt - Dirk Korthals - Rainer Henkel - Michael Groß             | 07:25,46      |

| Mjesto | Država                         | Plivačice                                                                        | Vrijeme (min) |
| ------ | ------------------------------ | -------------------------------------------------------------------------------- | ------------- |
| 1.     | Njemačka Demokratska Republika | - Kristin Otto - Ute Geweniger - Ines Geißler - Birgit Meineke                   | 04:05,88      |
| 2.     | SAD                            | - Susan Walsh - Kimberley Rodenbaugh - Mary T. Meagher - Jill Sterkel            | 04:08,12      |
| 3.     | SSSR                           | - Larissa Gortschakowa - Swetlana Warganowa - Natalia Pokas - Irina Guerassimowa | 04:12,36      |

### 4x100 m mješovito
| Muškarci - 4x100 m mješovito \| Mjesto \| Država \| Plivači \| Vrijeme (min) \| \| ------ \| ----------- \| ------------------------------------------------------------------------- \| ------------- \| \| 1. \| SAD \| - Rick Carey - Stephen Lundquist - Matthew Gribble - Ambrose Gaines \| 03:40,84 \| \| 2. \| SSSR \| - Swijatoslaw Semenow - Juri Kiss - Alexei Markovski - Sergei Smiriaguine \| 03:42,86 \| \| 3. \| SR Njemačka \| - Stefan Peter - Gerald Moerken - Michael Groß - Andreas Schmidt \| 03:44,78 \| | Žene - 4x100 m mješovito Utrka nije bila u programu natjecanja. |                                                                           |               |
| Mjesto | Država                                                          | Plivači                                                                   | Vrijeme (min) |
| 1. | SAD                                                             | - Rick Carey - Stephen Lundquist - Matthew Gribble - Ambrose Gaines       | 03:40,84      |
| 2. | SSSR                                                            | - Swijatoslaw Semenow - Juri Kiss - Alexei Markovski - Sergei Smiriaguine | 03:42,86      |
| 3. | SR Njemačka                                                     | - Stefan Peter - Gerald Moerken - Michael Groß - Andreas Schmidt          | 03:44,78      |